# Atletiek op de Olympische Zomerspelen 2016 – 200 meter mannen
De 200 meter mannen op de Olympische Zomerspelen 2016 in Rio de Janeiro vond plaats op 16 augustus (series), 17 augustus (halve finales), en 18 augustus 2016 (finale). Regerend olympisch kampioen Usain Bolt uit Jamaica prolongeerde zijn titel.

## Records
Voorafgaand aan het toernooi waren dit het wereldrecord en het olympisch record.
| Wereldrecord     | Usain Bolt | 19,19 | Berlijn | 20 augustus 2009 |
| Olympisch record | Usain Bolt | 19,30 | Peking  | 20 augustus 2008 |

Tijdens dit evenement zijn de volgende nationale records verbroken.
| Welk land  | Atleet             | Tijd  |
| ---------- | ------------------ | ----- |
| Spanje     | Bruno Hortelano    | 20,12 |
| Bahrein    | Salem Eid Yaqoob   | 20,19 |
| Liberia    | Emmanuel Matadi    | 20,49 |
| Swaziland  | Sibusiso Matsenjwa | 20,63 |
| Costa Rica | Nery Brenes        | 20,20 |
| Canada     | Andre De Grasse    | 19,80 |

## Tijdschema
| Datum                      | Tijd  | Onderdeel     |
| -------------------------- | ----- | ------------- |
| Dinsdag 16 augustus 2016   | 11:50 | Series        |
| Woensdag 17 augustus 2016  | 22:00 | Halve finales |
| Donderdag 18 augustus 2016 | 22:30 | Finale        |

## Uitslagen
Legenda:

Q - Gekwalificeerd door eindplaats

q - Gekwalificeerd door eindtijd

SR - Beste tijd gelopen in seizoen voor atleet

PR - Persoonlijk record atleet

NR - Nationaal record van atleet

DNS - Niet gestart

### Series
Kwalificatieregels:
1. De twee snelsten van elke serie kwalificeerden zich direct voor de halve finales.
2. Van de overgebleven atleten kwalificeerden de 4 snelsten zich ook voor de halve finales.

#### Serie 1
| Positie | Baan | Naam                        | Nationaliteit | Reactietijd    | Uitslag | Opmerking |
| ------- | ---- | --------------------------- | ------------- | -------------- | ------- | --------- |
| 1       | 6    | Alonso Edward               | PAN           | 0,137          | 20,19   | Q         |
| 2       | 2    | Daniel Talbot               | GBR           | 0,143          | 20,27   | Q, PR     |
| 3       | 8    | Likoúrgos-Stéfanos Tsákonas | GRE           | 0,161          | 20,31   | q, SR     |
| 4       | 7    | Femi Ogunode                | QAT           | 0,167          | 20,36   |           |
| 5       | 3    | Jeremy Dodson               | SAM           | 0,144          | 20,51   |           |
| 6       | 4    | Jak Ali Harvey              | TUR           | 0,139          | 20,58   | SR        |
| 7       | 5    | Mosito Lehata               | LES           | 0,162          | 20,65   | SR        |
| -       | 1    | Demetrius Pinder            | BAH           |                | DSQ     |           |
|         |      |                             |               | Wind: +0,7 m/s |         |           |

#### Serie 2
| Positie | Baan | Naam             | Nationaliteit | Reactietijd    | Uitslag | Opmerking |
| ------- | ---- | ---------------- | ------------- | -------------- | ------- | --------- |
| 1       | 8    | Bruno Hortelano  | ESP           | 0,161          | 20,12   | Q, NR     |
| 2       | 6    | Yohan Blake      | JAM           | 0,166          | 20,13   | Q, SR     |
| 3       | 4    | Ameer Webb       | USA           | 0,157          | 20,31   | q         |
| 4       | 3    | Anaso Jobodwana  | RSA           | 0,175          | 20,53   |           |
| 5       | 7    | Robin Erewa      | GER           | 0,197          | 20,61   |           |
| 6       | 2    | Emmanuel Dasor   | GHA           | 0,164          | 20,65   |           |
| 7       | 5    | Shavez Hart      | BAH           | 0,151          | 20,74   | SR        |
| 8       | 1    | Bernardo Baloyes | COL           | 0,200          | 20,78   |           |
|         |      |                  |               | Wind: –0,2 m/s |         |           |

#### Serie 3
| Positie | Baan | Naam               | Nationaliteit | Reactietijd    | Uitslag | Opmerking |
| ------- | ---- | ------------------ | ------------- | -------------- | ------- | --------- |
| 1       | 5    | Salem Eid Yaqoob   | BRN           | 0,167          | 20,19   | Q, NR     |
| 2       | 6    | Ramil Goelijev     | TUR           | 0,148          | 20,23   | Q SR      |
| 3       | 2    | Aaron Brown        | CAN           | 0,127          | 20,23   | q         |
| 4       | 3    | Shōta Iizuka       | JPN           | 0,163          | 20,49   |           |
| 5       | 8    | Emmanuel Matadi    | LBR           | 0,219          | 20,49   | NR        |
| 6       | 4    | Sibusiso Matsenjwa | SWZ           | 0,196          | 20,63   | NR        |
| 7       | 7    | Levi Cadogan       | BAR           | 0,186          | 21,02   |           |
| 8       | 1    | Tega Odele         | NGR           | 0,130          | 21,25   |           |
|         |      |                    |               | Wind: +0,3 m/s |         |           |

#### Serie 4
| Positie | Baan | Naam                | Nationaliteit | Reactietijd   | Uitslag | Opmerking |
| ------- | ---- | ------------------- | ------------- | ------------- | ------- | --------- |
| 1       | 3    | José Carlos Herrera | MEX           | 0,143         | 20,29   | Q         |
| 2       | 8    | Roberto Skyers      | CUB           | 0,149         | 20,44   | Q         |
| 3       | 6    | Jorge Vides         | BRA           | 0,176         | 20,50   |           |
| 4       | 4    | Tlotliso Leotlela   | RSA           | 0,161         | 20,59   |           |
| 5       | 1    | Eseosa Desalu       | ITA           | 0,130         | 20,65   |           |
| 6       | 7    | Teray Smith         | BAH           | 0,175         | 20,66   |           |
| 7       | 2    | Didier Kiki         | BEN           | 0,152         | 22,27   |           |
| -       | 5    | Miguel Francis      | ANT           |               | DNS     |           |
|         |      |                     |               | Wind: 0,0 m/s |         |           |

#### Serie 5
| Positie | Baan | Naam                 | Nationaliteit | Reactietijd    | Uitslag | Opmerking |
| ------- | ---- | -------------------- | ------------- | -------------- | ------- | --------- |
| 1       | 4    | Justin Gatlin        | USA           | 0,154          | 20,42   | Q         |
| 2       | 6    | Matteo Galvan        | ITA           | 0,171          | 20,58   | Q         |
| 3       | 5    | Ramon Gittens        | BAR           | 0,144          | 20,58   |           |
| 4       | 2    | Serhiy Smelyk        | UKR           | 0,182          | 20,66   |           |
| 5       | 7    | Aleixo-Platini Menga | GER           | 0,136          | 20,80   |           |
| 6       | 8    | Kenji Fujimitsu      | JPN           | 0,159          | 20,86   |           |
| 7       | 3    | Yancarlos Martínez   | DOM           | 0,132          | 22,97   |           |
|         |      |                      |               | Wind: –1,5 m/s |         |           |

#### Serie 6
| Positie | Baan | Naam                | Nationaliteit | Reactietijd    | Uitslag | Opmerking |
| ------- | ---- | ------------------- | ------------- | -------------- | ------- | --------- |
| 1       | 5    | Nickel Ashmeade     | JAM           | 0,124          | 20,15   | Q         |
| 2       | 2    | Adam Gemili         | GBR           | 0,153          | 20,20   | Q         |
| 3       | 8    | Clarence Munyai     | RSA           | 0,148          | 20,66   |           |
| 4       | 4    | Burkheart Ellis Jr, | BAR           | 0,186          | 20,74   |           |
| 5       | 1    | Alex Hartmann       | AUS           | 0,169          | 21,02   |           |
| 6       | 7    | Tatenda Tsumba      | ZIM           | 0,159          | 21,04   |           |
| 7       | 6    | Rolando Palacios    | HON           | 0,187          | 21,32   |           |
| 8       | 3    | Theo Piniau         | PNG           | 0,175          | 22,14   |           |
|         |      |                     |               | Wind: +0,4 m/s |         |           |

#### Serie 7
| Positie | Baan | Naam                  | Nationaliteit | Reactietijd    | Uitslag | Opmerking |
| ------- | ---- | --------------------- | ------------- | -------------- | ------- | --------- |
| 1       | 8    | Nery Brenes           | CRC           | 0,178          | 20,20   | Q, NR     |
| 2       | 3    | Churandy Martina      | NED           | 0,150          | 20,29   | Q         |
| 3       | 4    | Brendon Rodney        | CAN           | 0,169          | 20,34   |           |
| 4       | 6    | Davide Manenti        | ITA           | 0,145          | 20,51   |           |
| 5       | 7    | Adama Jammeh          | GAM           | 0,182          | 20,55   |           |
| 6       | 5    | Harold Houston        | BER           | 0,117          | 20,85   |           |
| 7       | 1    | Fabrice Dabla         | TOG           | 0,156          | 21,63   |           |
| -       | 2    | Mike Mokamba Nyang'au | KEN           |                | DNS     |           |
|         |      |                       |               | Wind: +0,2 m/s |         |           |

#### Serie 8
| Positie | Baan | Naam                | Nationaliteit | Reactietijd    | Uitslag | Opmerking |
| ------- | ---- | ------------------- | ------------- | -------------- | ------- | --------- |
| 1       | 3    | LaShawn Merritt     | USA           | 0,162          | 20,15   | Q         |
| 2       | 2    | Christophe Lemaitre | FRA           | 0,171          | 20,28   | Q         |
| 3       | 4    | Julian Reus         | GER           | 0,138          | 20,39   | SR        |
| 4       | 7    | Reynier Mena        | CUB           | 0,123          | 20,42   |           |
| 5       | 8    | Karol Zalewski      | POL           | 0,151          | 20,54   |           |
| 6       | 6    | Bruno de Barros     | BRA           | 0,154          | 20,59   |           |
| 7       | 5    | Ihor Bodrov         | UKR           | 0,180          | 20,86   |           |
| 8       | 1    | Carvin Nkanata      | KEN           | 0,213          | 21,43   |           |
|         |      |                     |               | Wind: +0,4 m/s |         |           |

#### Serie 9
| Positie | Baan | Naam                  | Nationaliteit | Reactietijd    | Uitslag | Opmerking |
| ------- | ---- | --------------------- | ------------- | -------------- | ------- | --------- |
| 1       | 5    | Usain Bolt            | JAM           | 0,177          | 20,28   | Q         |
| 2       | 8    | Ejowvokoghene Oduduru | NGR           | 0,141          | 20,34   | Q, PR     |
| 3       | 3    | Solomon Bockarie      | NED           | 0,136          | 20,42   | SR        |
| 4       | 7    | Kyle Greaux           | TRI           | 0,147          | 20,61   | SR        |
| 5       | 4    | Jonathan Borlée       | BEL           | 0,162          | 20,64   |           |
| 6       | 2    | Kei Takase            | JPN           | 0,153          | 20,71   |           |
| 7       | 1    | Ahmed Ali             | SUD           | 0,153          | 20,78   |           |
| 7       | 6    | Jaysuma Saidy Ndure   | NOR           | 0,150          | 20,78   |           |
|         |      |                       |               | Wind: +0,6 m/s |         |           |

#### Serie 10
| Positie | Baan | Naam                     | Nationaliteit | Reactietijd    | Uitslag | Opmerking |
| ------- | ---- | ------------------------ | ------------- | -------------- | ------- | --------- |
| 1       | 5    | Andre De Grasse          | CAN           | 0,137          | 20,09   | Q, SR     |
| 2       | 1    | Nethaneel Mitchell-Blake | GBR           | 0,146          | 20,24   | Q         |
| 3       | 7    | Rondel Sorrillo          | TRI           | 0,124          | 20,27   | q, SR     |
| 4       | 8    | Hua Wilfried Koffi       | CIV           | 0,159          | 20,48   | SR        |
| 5       | 6    | Antoine Adams            | SKN           | 0,141          | 20,49   |           |
| 6       | 3    | Stanly del Carmen        | DOM           | 0,133          | 20,55   |           |
| 7       | 2    | Aldemir da Silva Júnior  | BRA           | 0,144          | 20,80   |           |
| 8       | 4    | Brandon Jones            | BIZ           | 0,160          | 21,49   | SR        |
|         |      |                          |               | Wind: +1,0 m/s |         |           |

### Halve finales
Kwalificatieregels:
1. De twee snelsten van elke halve finale kwalificeerden zich direct voor de finale.
2. Van de overgebleven atleten kwalificeerden de twee snelsten zich ook voor de finale.

#### Halve finale 1
| Positie | Baan | Naam                | Nationaliteit | Reactietijd    | Uitslag | Opmerking |
| ------- | ---- | ------------------- | ------------- | -------------- | ------- | --------- |
| 1       | 6    | LaShawn Merritt     | USA           | 0,166          | 19,94   | Q         |
| 2       | 8    | Christophe Lemaitre | FRA           | 0,125          | 20,01   | Q, SR     |
| 3       | 7    | Daniel Talbot       | GBR           | 0,153          | 20,25   | PR        |
| 4       | 4    | Nickel Ashmeade     | JAM           | 0,134          | 20,31   |           |
| 5       | 1    | Rondel Sorrillo     | TRI           | 0,132          | 20,33   |           |
| 6       | 3    | Nery Brenes         | CRC           | 0,165          | 20,33   |           |
| 7       | 2    | Aaron Brown         | CAN           | 0,173          | 20,37   |           |
| 8       | 5    | José Carlos Herrera | MEX           | 0,150          | 20,48   |           |
|         |      |                     |               | Wind: –0,4 m/s |         |           |

#### Halve finale 2
| Positie | Baan | Naam                  | Nationaliteit | Reactietijd    | Uitslag | Opmerking |
| ------- | ---- | --------------------- | ------------- | -------------- | ------- | --------- |
| 1       | 4    | Usain Bolt            | JAM           | 0,156          | 19,78   | Q, SR     |
| 2       | 5    | Andre De Grasse       | CAN           | 0,130          | 19,80   | Q, NR     |
| 3       | 6    | Adam Gemili           | GBR           | 0,142          | 20,08   | q         |
| 4       | 8    | Ramil Goelijev        | TUR           | 0,157          | 20,09   | q, SR     |
| 5       | 2    | Ameer Webb            | USA           | 0,192          | 20,43   |           |
| 5       | 3    | Salem Eid Yaqoob      | BRN           | 0,143          | 20,43   |           |
| 7       | 7    | Ejowvokoghene Oduduru | NGR           | 0,147          | 20,59   |           |
| 8       | 1    | Roberto Skyers        | CUB           | 0,156          | 20,60   |           |
|         |      |                       |               | Wind: –0,3 m/s |         |           |

#### Halve finale 3
| Positie | Baan | Naam                        | Nationaliteit | Reactietijd    | Uitslag | Opmerking |
| ------- | ---- | --------------------------- | ------------- | -------------- | ------- | --------- |
| 1       | 5    | Alonso Edward               | PAN           | 0,140          | 20,07   | Q         |
| 2       | 8    | Churandy Martina            | NED           | 0,147          | 20,10   | Q, SR     |
| 3       | 2    | Justin Gatlin               | USA           | 0,137          | 20,13   |           |
| 4       | 4    | Bruno Hortelano             | ESP           | 0,142          | 20,16   |           |
| 5       | 7    | Nethaneel Mitchell-Blake    | GBR           | 0,196          | 20,25   |           |
| 6       | 6    | Yohan Blake                 | JAM           | 0,151          | 20,37   |           |
| 7       | 1    | Likoúrgos-Stéfanos Tsákonas | GRE           | 0,159          | 20,63   |           |
| 8       | 3    | Matteo Galvan               | ITA           | 0,149          | 20,88   |           |
|         |      |                             |               | Wind: –0,2 m/s |         |           |

### Finale
| Positie | Baan | Naam                | Nationaliteit | Reactietijd    | Uitslag | Opmerking |
| ------- | ---- | ------------------- | ------------- | -------------- | ------- | --------- |
| Goud    | 6    | Usain Bolt          | JAM           | 0,156          | 19,78   |           |
| Zilver  | 4    | Andre De Grasse     | CAN           | 0,141          | 20,02   |           |
| Brons   | 7    | Christophe Lemaitre | FRA           | 0,153          | 20,12   |           |
| 4       | 2    | Adam Gemili         | GBR           | 0,178          | 20,12   |           |
| 5       | 8    | Churandy Martina    | NED           | 0,148          | 20,13   |           |
| 6       | 5    | LaShawn Merritt     | USA           | 0,189          | 20,19   |           |
| 7       | 3    | Alonso Edward       | PAN           | 0,162          | 20,23   |           |
| 8       | 1    | Ramil Goelijev      | TUR           | 0,141          | 20,49   |           |
|         |      |                     |               | Wind: –0,5 m/s |         |           |